# Rico Hölzel
Rico „Ricone“ Hölzel (* 4. August 1991 in Cottbus) ist ein ehemaliger deutscher E-Sportler und mittlerweile als Head-Coach, Chef-Scout und Analyst für die weltweit agierende Agentur eSportsReputation tätig.

## Leben
Rico Hölzel wuchs in Cottbus auf. Mit 4 Jahren begann er im Kindergarten bei einer Fußballschule, ehe er vom FC Energie Cottbus gescoutet wurde, wo er bis zu seinem 17. Lebensjahr tätig war. 2008 zog er mit seinen Eltern nach Zürich. Im gleichen Jahr begann er sich intensiv mit der Fußballsimulation FIFA auseinanderzusetzen. Nach dem Abschluss seiner Ausbildung als Elektroinstallateur konzentrierte er sich fast ausschließlich auf eSports und startete im Jahr 2013 eine Karriere als Profisportler im E-Sport unter dem Nickname „Ricone“.

## Laufbahn
2013 war Hölzel erstmals als Vertragsspieler der Fußballsimulation FIFA für den Rostocker Verein EnRo GRIFFINS tätig, bevor er 2018 zum FC Winterthur wechselte. Dort spielte er für eineinhalb Jahre als Profispieler. Nach diversen On- und Offlineturnieren der Electronic Sports League mit dem FC Winterthur gelang ihm im Jahr 2018 der Durchbruch im E-Sport, als er bei seiner ersten Teilnahme an der Challenger Series Finals Switzerland den Titel im Finale gegen Yasoyourhero gewann, was ihm diverse Kooperationen und Partnerschaften einbrachte.
Nach seinem Challenger-Series-Titel beendete er 2018 seine aktive Profispielerkarriere und startete eine neue Karriere als Head-Coach, Chef-Scout und Analyst.
Nach diversen Zusammenarbeiten mit verschiedenen Profispielern aus dem D-A-CH-Raum führte sein Weg Anfang 2020 zu MBC eSports, das er mit aufgebaut und anschließend für eineinhalb Jahre coachte und managte. Dort arbeitete er mit den Spielern Kaylan, Kasker, Spani und Cankos zusammen und konnte diverse nationale, aber auch internationale Topplatzierungen erzielen, unter anderem den dreifachen Erfolg mit Kaylan bei den Südafrika Qualifier zum eWorldcup, oder der Top 4 Platzierung beim Summer Cup Middle-East & Afrika.
Seit August 2021 ist er nicht mehr bei MBC|eSports unter Vertrag. Nach seinem Abgang schloss er sich dem eSports Team von Holstein Kiel für die VBL (Virtuelle Bundesliga) Saison 21/22 an.

## Medien
Seine Erfolge brachten die Aufmerksamkeit diverser Medien, beispielsweise Redbull, Zürcher Unterländer, Nau, Landbote, Tele Top, eSportspur, Kicker, 3Plus u. v. m. mit sich. Er ist auch außerhalb des Spielfeldes als Vertreter der Szene aktiv und hält beispielsweise Vorträge im Rahmen des Digitalisierungskongresses der NORD. Auch international ist er als Werbeträger und Spieler bei den verschiedensten Events präsent und kann weitere Erfolge feiern. Unter anderem nahm er am ersten RedBullUneverse 2020 teil, das Live auf jeglichen RedBull-Streamingplattformen gestreamt wurde, und konnte sich dort mit seinem Team den Sieg sichern.
Am 21. Oktober 2021 trat er gemeinsam mit Senior eSports bei der TV-Show Die Höhle der Löwen in der Schweiz auf und verhalf dem Projekt zu einem abgeschlossenen Deal, in dem er in einem Showmatch gegen DJ Antoine aufzeigte, wie schwer es ist, im fortgeschrittenen Alter mit jüngeren ESportlern mitzuhalten.